# Jaú (gemeente)
Jaú is een gemeente in de Braziliaanse deelstaat São Paulo. De gemeente telt 135.546 inwoners (schatting 2009).

## Aangrenzende gemeenten
De gemeente grenst aan Barra Bonita, Bariri, Bocaina, Dourado, Dois Córregos, Itapuí, Macatuba, Mineiros do Tietê en Pederneiras.

## Geboren
- Niède Guidon (1933-2025), archeologe
- Angelo Benedicto Sormani (1939), voetballer en voetbalcoach
- Jonas Eduardo Américo, "Edu" (1949), voetballer
- Leandro Castán (1986), voetballer

## Galerij

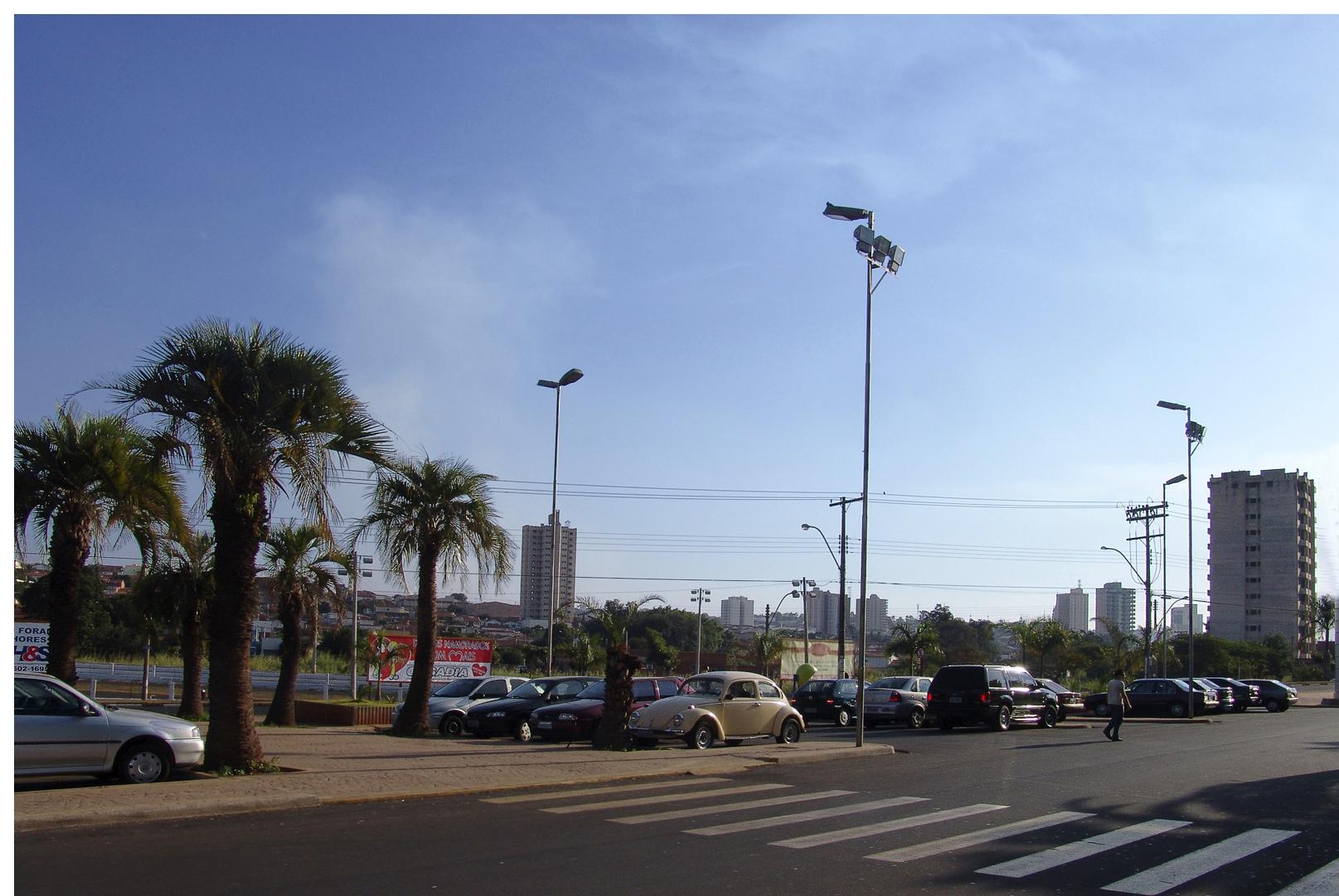
Shopping centrum in Jaú
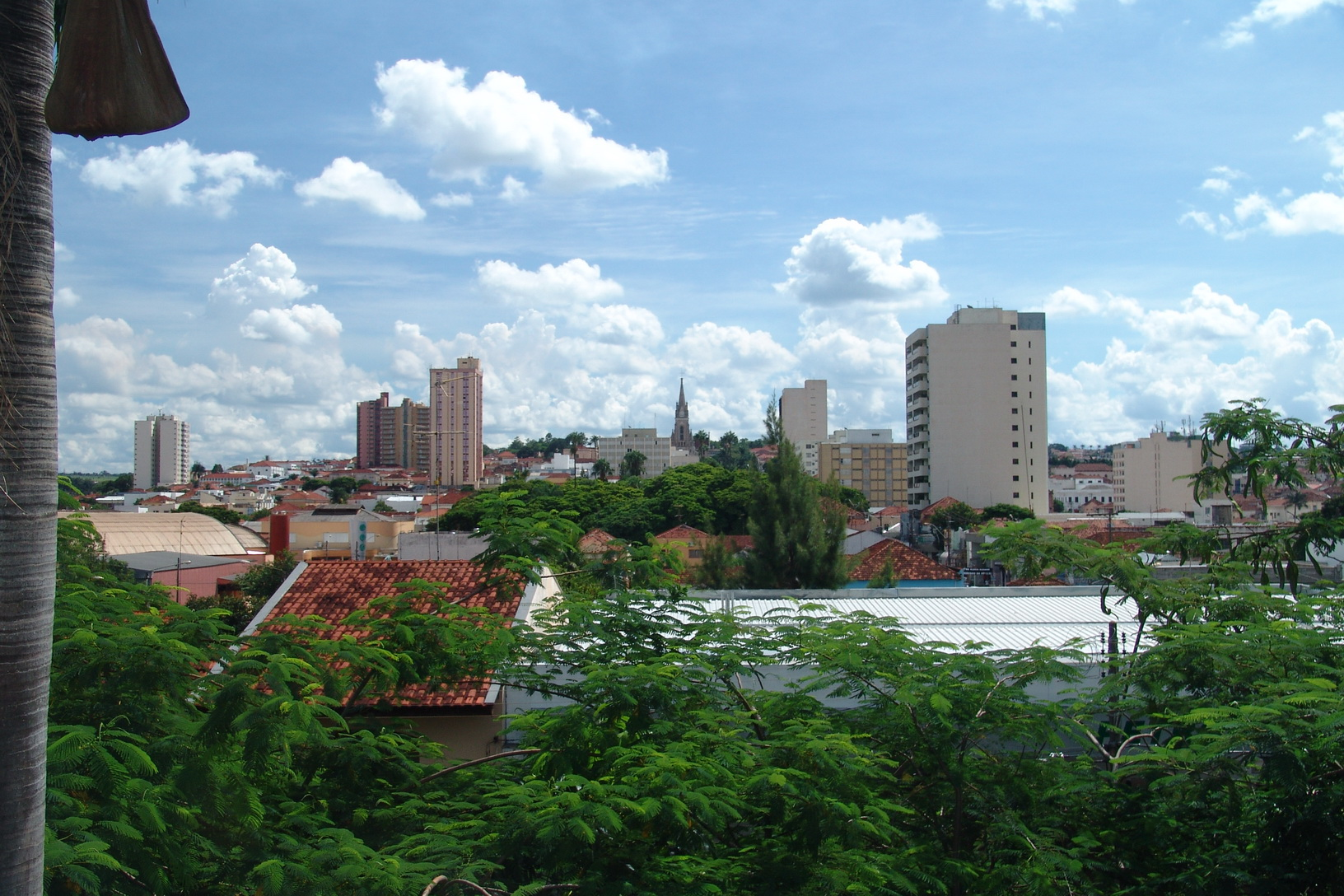
Uitzicht op het centrum van Jaú